# 烏爾萬區

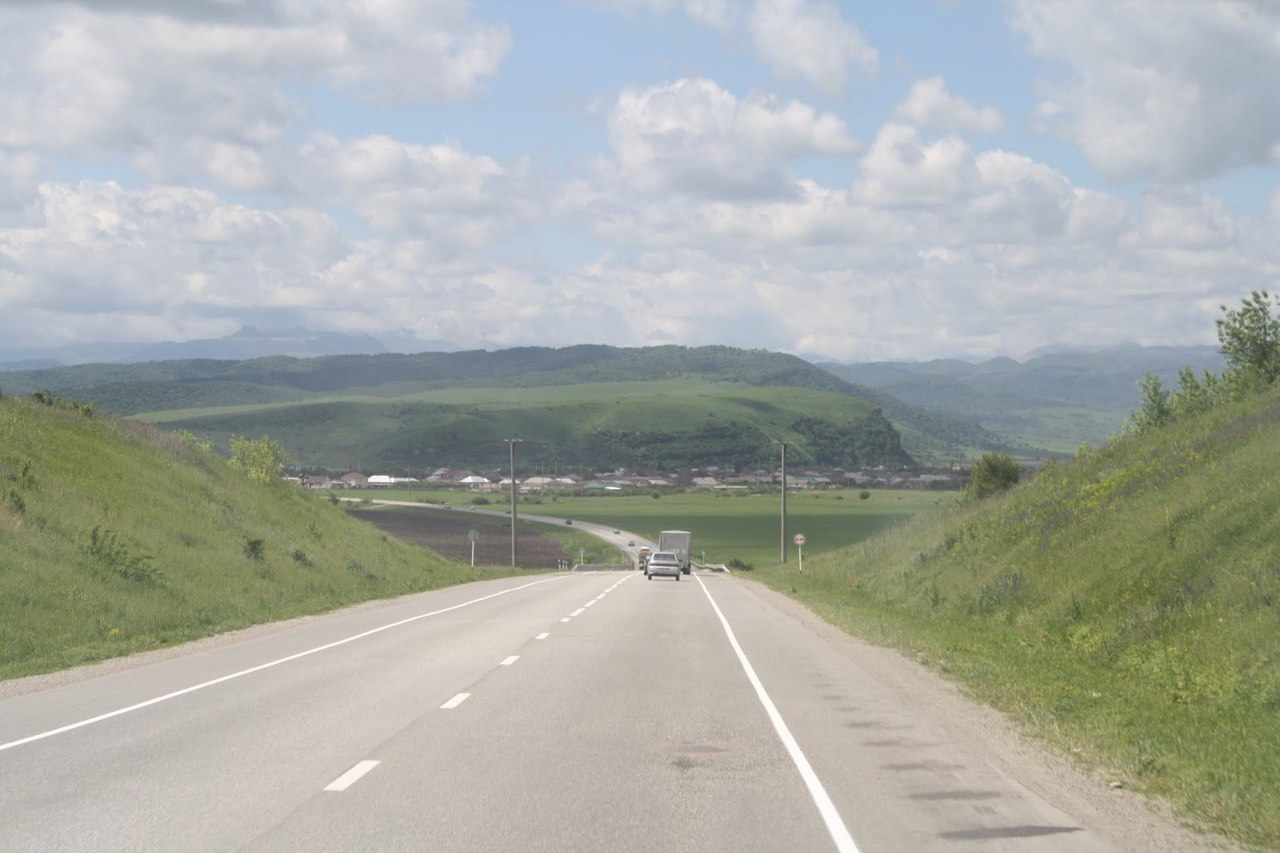

43°33′N 43°51′E / 43.550°N 43.850°E
烏爾萬區（俄语：Урванский район），是俄羅斯的一個區，位於該國西南部，由卡巴爾達-巴爾卡爾共和國負責管轄，面積458平方公里，2010年人口71.782，人口密度每平方公里156.73人。